# Sport-Verein Werder von 1899 2024-2025
Questa voce raccoglie le informazioni riguardanti il Sport-Verein Werder von 1899  nelle competizioni ufficiali della stagione calcistica 2024-2025.

## Maglie e divise
| Prima divisa | Seconda divisa | Terza divisa |

## Rosa
Aggiornata al 3 febbraio 2025
| N. |                       | Ruolo | Calciatore           |
| -- | --------------------- | ----- | -------------------- |
| 1  | Germania (bandiera)   | P     | Michael Zetterer     |
| 2  | Belgio (bandiera)     | D     | Olivier Deman        |
| 3  | Germania (bandiera)   | D     | Anthony Jung         |
| 4  | Germania (bandiera)   | D     | Niklas Stark         |
| 5  | Germania (bandiera)   | D     | Amos Pieper          |
| 6  | Danimarca (bandiera)  | C     | Jens Stage           |
| 7  | Germania (bandiera)   | A     | Marvin Ducksch       |
| 8  | Germania (bandiera)   | C     | Mitchell Weiser      |
| 9  | Portogallo (bandiera) | A     | André Silva          |
| 10 | Germania (bandiera)   | C     | Leonardo Bittencourt |
| 11 | Germania (bandiera)   | A     | Justin Njinmah       |
| 13 | Serbia (bandiera)     | D     | Miloš Veljković      |
| 14 | Belgio (bandiera)     | C     | Senne Lynen          |
| 15 | Scozia (bandiera)     | A     | Oliver Burke         |
| 17 | Austria (bandiera)    | A     | Marco Grüll          |
| 18 | Guinea (bandiera)     | C     | Naby Keïta           |

| N. |                         | Ruolo | Calciatore              |
| -- | ----------------------- | ----- | ----------------------- |
| 19 | Germania (bandiera)     | D     | Derrick Köhn            |
| 20 | Austria (bandiera)      | C     | Romano Schmid           |
| 21 | Norvegia (bandiera)     | C     | Isak Hansen-Aarøen      |
| 22 | Argentina (bandiera)    | D     | Julián Malatini         |
| 25 | Germania (bandiera)     | P     | Markus Kolke            |
| 27 | Germania (bandiera)     | D     | Felix Agu               |
| 28 | Francia (bandiera)      | C     | Skelly Alvero           |
| 29 | Burkina Faso (bandiera) | D     | Issa Kaboré             |
| 30 | Germania (bandiera)     | P     | Mio Backhaus            |
| 32 | Austria (bandiera)      | D     | Marco Friedl (capitano) |
| 33 | Germania (bandiera)     | D     | Abdenego Nankishi       |
| 35 | Germania (bandiera)     | C     | Leon Opitz              |
| 42 | Germania (bandiera)     | A     | Keke Topp               |

## Calciomercato

### Sessione estiva
| Acquisti         | Acquisti         | Acquisti         | Acquisti         |
| R.               | Nome             | da               | Modalità         |
| Altre operazioni | Altre operazioni | Altre operazioni | Altre operazioni |
| R.               | Nome             | da               | Modalità         |
| ---------------- | ---------------- | ---------------- | ---------------- |

| Cessioni         | Cessioni         | Cessioni         | Cessioni         |
| R.               | Nome             | a                | Modalità         |
| Altre operazioni | Altre operazioni | Altre operazioni | Altre operazioni |
| R.               | Nome             | da               | Modalità         |
| ---------------- | ---------------- | ---------------- | ---------------- |

### Sessione invernale
| Acquisti         | Acquisti         | Acquisti         | Acquisti         |
| R.               | Nome             | da               | Modalità         |
| Altre operazioni | Altre operazioni | Altre operazioni | Altre operazioni |
| R.               | Nome             | da               | Modalità         |
| ---------------- | ---------------- | ---------------- | ---------------- |

| Cessioni         | Cessioni         | Cessioni         | Cessioni         |
| R.               | Nome             | a                | Modalità         |
| Altre operazioni | Altre operazioni | Altre operazioni | Altre operazioni |
| R.               | Nome             | da               | Modalità         |
| ---------------- | ---------------- | ---------------- | ---------------- |

## Risultati

### Fußball-Bundesliga

#### Girone di andata
| Arbitro: | Stegemann (Niederkassel) |

|                           |           |                     |
| Rexhbeçaj 16’ Essende 35’ | Marcatori | 12’ Agu 58’ Njinmah |

| Brema 31 agosto 2024, ore 15:30 CEST 2ª giornata | Werder Brema                | 0 – 0 referto | Borussia Dortmund | Weserstadion (42 100 spett.)\| Arbitro: \| Hartmann (Wangen im Allgäu) \| |
| Arbitro:                                         | Hartmann (Wangen im Allgäu) |               |                   |                                                                           |

| Arbitro: | Brand (Unterspiesheim) |

|         |           |                            |
| Lee 27’ | Marcatori | 8’ (rig.) Ducksch 69’ Köhn |

| Arbitro: | Dankert (Rostock) |

|  |           |                                                |
|  | Marcatori | 23’, 60’ Olise 32’ Musiala 57’ Kane 65’ Gnabry |

| Arbitro: | Reichel (Stoccarda) |

|                          |           |                                  |
| Bülter 5’, 8’ Hložek 12’ | Marcatori | 21’ Malatini 26’, 39’, 49’ Stage |

| Arbitro: | Welz (Wiesbaden) |

|  |           |          |
|  | Marcatori | 75’ Dōan |

| Arbitro: | Schlager (Hügelsheim) |

|                           |           |                                            |
| Tiago Tomás 19’ Mæhle 79’ | Marcatori | 45+5’ Weiser 51’ Agu 67’ Ducksch 72’ Grüll |

| Arbitro: | Badstübner (Norimberga) |

|                        |           |                             |
| Ducksch 74’ Schmid 90’ | Marcatori | 30’ Boniface 77’ (aut.) Agu |

| Arbitro: | Dankert (Rostock) |

|                                                   |           |          |
| Pléa 11’ Friedl 12’ (aut.) Honorat 45’ Stöger 67’ | Marcatori | 75’ Topp |

| Arbitro: | Storks (Rasdorf) |

|                     |           |            |
| Stage 36’ Burke 89’ | Marcatori | 48’ Harres |

| Arbitro: | Badstübner (Norimberga) |

|           |           |  |
| Götze 45’ | Marcatori |  |

| Arbitro: | Osmers (Hannover) |

|                      |           |                    |
| Njinmah 6’ Stage 77’ | Marcatori | 20’, 85’ Demirović |

| Arbitro: | Brych (Monaco di Baviera) |

|  |           |           |
|  | Marcatori | 56’ Stage |

| Arbitro: | Hartmann (Wangen im Allgäu) |

|  |           |                      |
|  | Marcatori | 24’ Köhn 54’ Ducksch |

| Arbitro: | Exner |

|                                     |           |             |
| Grüll 13’, 17’ Weiser 45’ Stage 87’ | Marcatori | 23’ Schäfer |

| Arbitro: | Reichel (Stoccarda) |

|                                                |           |                        |
| Xavi Simons 24’, 35’ Šeško 47’ Baumgartner 90’ | Marcatori | 26’ Weiser 90+3’ Burke |

| Arbitro: | Jöllenbeck (Friburgo in Brisgovia) |

|                           |           |                                        |
| Grüll 1’, 79’ Ducksch 56’ | Marcatori | 30’ Schöppner 61’ Kerber 90+5’ Scienza |

#### Girone di ritorno
| Arbitro: | Brand (Unterspiesheim) |

|  |           |                   |
|  | Marcatori | 5’, 45+1’ Essende |

| Arbitro: | Dingert (Lebecksmühle) |

|                                |           |                             |
| Guirassy 28’ Friedl 51’ (aut.) | Marcatori | 65’ Bittencourt 72’ Ducksch |

| Arbitro: | Petersen (Stoccarda) |

|                 |           |  |
| Bittencourt 14’ | Marcatori |  |

| Arbitro: | Storks |

|                                        |           |  |
| Kane 56’ (rig.), 90+7’ (rig.) Sané 82’ | Marcatori |  |

| Arbitro: | Willenborg (Osnabrück) |

|                 |           |                                 |
| Nsoki 7’ (aut.) | Marcatori | 28’ Stach 44’ Bischof 63’ Orban |

| Arbitro: | Burda (Berlino) |

|                                              |           |  |
| Sildillia 15’ Grifo 33’, 57’ Dōan 76’, 90+2’ | Marcatori |  |

| Arbitro: | Brych (Monaco di Baviera) |

|            |           |                |
| Weiser 90’ | Marcatori | 6’, 48’ Wimmer |

| Arbitro: | Welz (Wiesbaden) |

|  |           |                         |
|  | Marcatori | 7’ Schmid 90+4’ Njinmah |

| Arbitro: | Gerach (Landau in der Pfalz) |

|                                     |           |                                          |
| Schmid 39’ André Silva 45+1’ (rig.) | Marcatori | 7’ (rig.), 28’, 47’ Pléa 81’ Kleindienst |

| Arbitro: | Stegemann (Niederkassel) |

|  |           |                                 |
|  | Marcatori | 25’ Ducksch 59’ Agu 90+3’ Grüll |

| Arbitro: | Siebert (Berlino) |

|                      |           |  |
| Burke 28’ Schmid 84’ | Marcatori |  |

| Arbitro: | Schlager (Hügelsheim) |

|              |           |                |
| Stergiou 19’ | Marcatori | 32’, 90’ Burke |

| Arbitro: | Schröder (Hannover) |

|            |           |  |
| Weiser 80’ | Marcatori |  |

| Brema 27 aprile 2025, ore 17:30 CEST 31ª giornata | Werder Brema        | 0 – 0 referto | St. Pauli | Weserstadion (42 100 spett.)\| Arbitro: \| Reichel (Stoccarda) \| |
| Arbitro:                                          | Reichel (Stoccarda) |               |           |                                                                   |

| Arbitro: | Storks |

|                     |           |               |
| Rothe 37’ Bénes 84’ | Marcatori | 2’, 15’ Stage |

| Brema 10 maggio 2025, ore 15:30 CEST 33ª giornata | Werder Brema      | 0 – 0 referto | RB Lipsia | Weserstadion (41 000 spett.)\| Arbitro: \| Dankert (Rostock) \| |
| Arbitro:                                          | Dankert (Rostock) |               |           |                                                                 |

| Arbitro: | Welz (Wiesbaden) |

|            |           |                                                  |
| Kerber 80’ | Marcatori | 14’ (rig.) Schmid 33’ Stage 66’ Ducksch 86’ Topp |

### DFB-Pokal
| Arbitro: | Osmers (Hannover) |

|           |           |                    |
| Rorig 70’ | Marcatori | 32’, 37’, 55’ Topp |

| Arbitro: | Burda (Berlino) |

|  |           |             |
|  | Marcatori | 30’ Ducksch |

| Arbitro: | Petersen (Stoccarda) |

|            |           |  |
| Jung 90+4’ | Marcatori |  |

| Arbitro: | Hartmann (Wangen im Allgäu) |

|                       |           |           |
| Wori 35’ Malatini 41’ | Marcatori | 56’ Burke |

## Statistiche finali
Aggiornate al 17 maggio 2025

### Statistiche di squadra
| Competizione      | Punti | In casa | In casa | In casa | In casa | In casa | In casa | In trasferta | In trasferta | In trasferta | In trasferta | In trasferta | In trasferta | Totale | Totale | Totale | Totale | Totale | Totale | DR |
| Competizione      | Punti | G       | V       | N       | P       | Gf      | Gs      | G            | V            | N            | P            | Gf           | Gs           | G      | V      | N      | P      | Gf     | Gs     | DR |
| ----------------- | ----- | ------- | ------- | ------- | ------- | ------- | ------- | ------------ | ------------ | ------------ | ------------ | ------------ | ------------ | ------ | ------ | ------ | ------ | ------ | ------ | -- |
| Bundesliga        | 51    | 17      | 5       | 6       | 6       | 21      | 26      | 17           | 9            | 3            | 5            | 33           | 31           | 34     | 14     | 9      | 11     | 54     | 57     | -3 |
| Coppa di Germania | -     | 1       | 1       | 0       | 0       | 1       | 0       | 3            | 2            | 0            | 1            | 5            | 3            | 4      | 3      | 0      | 1      | 6      | 3      | +3 |
| Totale            | -     | 18      | 6       | 6       | 6       | 22      | 26      | 20           | 11           | 3            | 6            | 38           | 34           | 37     | 16     | 9      | 12     | 60     | 60     | 0  |

### Andamento in campionato
| Giornata  | 1 | 2  | 3 | 4  | 5  | 6  | 7 | 8 | 9  | 10 | 11 | 12 | 13 | 14 | 15 | 16 | 17 | 18 | 19 | 20 | 21 | 22 | 23 | 24 | 25 | 26 | 27 | 28 | 29 | 30 | 31 | 32 | 33 | 34 |
| --------- | - | -- | - | -- | -- | -- | - | - | -- | -- | -- | -- | -- | -- | -- | -- | -- | -- | -- | -- | -- | -- | -- | -- | -- | -- | -- | -- | -- | -- | -- | -- | -- | -- |
| Luogo     | T | C  | T | C  | T  | C  | T | C | T  | C  | T  | C  | T  | T  | C  | T  | C  | C  | T  | C  | T  | C  | T  | C  | T  | C  | T  | C  | T  | C  | C  | T  | C  | T  |
| Risultato | N | N  | V | P  | V  | P  | V | N | P  | V  | P  | N  | V  | V  | V  | P  | N  | P  | N  | V  | P  | P  | P  | P  | V  | P  | V  | V  | V  | V  | N  | N  | N  | V  |
| Posizione | 8 | 13 | 8 | 11 | 10 | 11 | 8 | 9 | 10 | 8  | 12 | 12 | 10 | 9  | 9  | 9  | 9  | 9  | 9  | 8  | 10 | 10 | 12 | 12 | 12 | 12 | 12 | 10 | 9  | 8  | 8  | 8  | 8  | 8  |

Legenda:

Luogo: C = Casa; T = Trasferta. Risultato: V = Vittoria; N = Pareggio; P = Sconfitta.